# Perla (film din 1947)
Perla (titlul original: în spaniolă La perla) este un film dramatic coproducție mexicano-americană, realizat în 1945 (premiera a avut loc abia în anul 1947) de regizorul Emilio Fernández, după romanul omonim al scriitorului John Steinbeck, protagoniști fiind actorii Pedro Armendáriz, María Elena Marqués, Fernando Wagner.

## Distribuție
- Pedro Armendáriz – Kino
- María Elena Marqués – Juana
- Fernando Wagner – primul traficant
- Gilberto Gonzálezas – un ajutor
- Charles Rooner – doctorul
- Juan García – al doilea ajutor
- Alfonso Bedoya – nașul
- Raúl Lechuga – al doilea traficant
- Max Langler – un țăran
- Maria Elena Cuadros – Juanita

## Premii și nominalizări

### Nominalizări
- 1947 Festivalul de film din Veneția: 
  - Leul de Aur pentru cel mai bun film) , lui Emilio Fernández
- 1948 Premiile Ariel pentru:
  - cea mai bună actriță, lui María Elena Marqués
  - cel mai bun actor într-un rol secundar, lui Gilberto González
  - cel mai bun scenariu (adaptare), lui Emilio Fernández
  - cea mai buna coloană sonoră, lui Antonio Díaz Conde
  - cel mai bun montaj, lui Gloria Schoemann

### Premii
- 1947 Festivalul de film din Veneția, premiu pentru: 
  - cea mai bună imagine, lui Gabriel Figueroa
- 1948 Premiile Ariel (Ariel d'Or ) pentru:
  - cel mai bun film , lui Emilio Fernández
  - cel mai bun actor, lui Pedro Armendáriz
  - cel mai bun actor într-un rol secundar, lui Juan García
  - cea mai bună imagine, lui Gabriel Figueroa
  - cea mai bună realizare, lui Emilio Fernández.
- 1949 Premiile Globul de Aur pentru: 
  - Globul de Aur pentru cea mai bună imagine, lui Gabriel Figueroa.